# Kamel Kadri
Kamel Kadri (ar. كامل قادري; ur. 19 listopada 1963 w Algierze) – algierski piłkarz grający na pozycji bramkarza. W swojej karierze rozegrał 11 meczów w reprezentacji Algierii.

## Kariera klubowa
Swoją karierę piłkarską Kadri rozpoczął w klubie MP Algier. W sezonie 1980/1981 zadebiutował w jego barwach w pierwszej lidze algierskiej. W latach 1981–1983 grał w USK Algier, a w sezonie 1983/1984 był zawodnikiem JE Tizi-Ouzou. W latach 1984–1992 występował w MC Algier, z którym w sezonie 1988/1989 wywalczył wicemistrzostwo Algierii. W latach 1992–1994 był piłkarzem tureckiego Aydınsporu, w którym zakończył karierę.

## Kariera reprezentacyjna
W reprezentacji Algierii Kadri zadebiutował 27 marca 1987 roku w wygranym 1:0 meczu kwalifikacji Pucharu Narodów Afryki 1988 z Tunezją, rozegranym w Algierze. Wcześniej, w 1984 roku, był w kadrze Algierii na Puchar Narodów Afryki 1984, na którym Algieria zajęła 3. miejsce, jednak nie zagrał w nim ani razu. W 1988 roku powołano go do kadry na Puchar Narodów Afryki 1988, na którym zagrał nie rozegrał żadnego meczu.
W 1990 roku został powołany do kadry na Puchar Narodów Afryki 1990. Na tym turnieju rozegrał jeden mecz, grupowy z Egiptem (2:0). Z Algierią wywalczył mistrzostwo Afryki. Z kolei w 1992 roku wystąpił w jednym meczu grupowym Pucharu Narodów Afryki 1992 z Kongiem (1:1).
Od 1987 do 1992 roku rozegrał w kadrze narodowej 11 meczów.